# Codex Borgianus
- Papyrus
- Onciale
- Minuscules
- Lectionnaire

Le Codex Borgianus, portant le numéro de référence  T ou 029 (Gregory-Aland), ε 5 (Soden), est un manuscrit bilingue, grec et sahidique (Copte) écrit en onciales sur vélin. 

## Description
Le codex se compose de 17 folios, écrits sur deux colonnes, avec 26-33 lignes par colonne. Les dimensions du manuscrit sont de 26 x 21 cm,. 
C'est un manuscrit contenant des fragments des textes de l'Évangile selon Luc et de l'Évangile selon Jean. 
Les paléographes sont unanimes pour dater ce manuscrit du Ve siècle. 
Contenu
Texte du codex en grec: 
Évangile selon Luc 6:18-26, 18:2-9, 10-16, 18:32-19:8, 21:33-22:3, 22:20-23:20, 24:25-27, 29-31; 
Évangile selon Jean 1:24-32, 3:10-17, 4:52-5:7, 6:28-67, 7:6-8:31. 
Texte du codex en sahidique : 
Évangile selon Luc 6:11-18; 17:29-18:9; 18:?-42; 21:25-32; 22:12-23:11; 24:18-19; 24:21-23; 
Évangile selon Jean 1:16-23; 3:2-10; 4:45-52; 6:21-58; 6:58-8:23. 
Texte
Le texte du codex est en alexandrin. Kurt Aland le classe en Catégorie II. 
Le codex fut divisé en 4 parties: 029, 0113, 0125 et 0139. 
Le manuscrit ne contient pas de Pericope Adulterae (Jean 7,53-8,11).
Lieu de conservation
Il est conservé à la Bibliothèque apostolique vaticane (Borgia Coptic 109) de Rome,.